# Karéliai medvekutya
A karéliai medvekutya (Karjalankarhukoira) egy finn ebfajta.

## Történet
Kialakulása az 1600-as évekre tehető. A finn Kennel klub 1935-ben jegyezte be a fajtát. Neve egykori őshazájára, Karéliára, Finnország egyik tartományára utal. Rövid farkú példányai is vannak. Egyedszáma az 1960-as évekre megfogyatkozott, de napjainkban világszerte elterjedőben van.

## Külleme
Marmagassága 48-58 centiméter, tömege 20-23 kilogramm. Robusztus felépítésű, jellegzetes színű, élénk eb. Alapszíne fekete, fehér jegyekkel a pofáján, nyakán, mellkasán, hasán, mancsain és a farkán. 

## Képgaléria

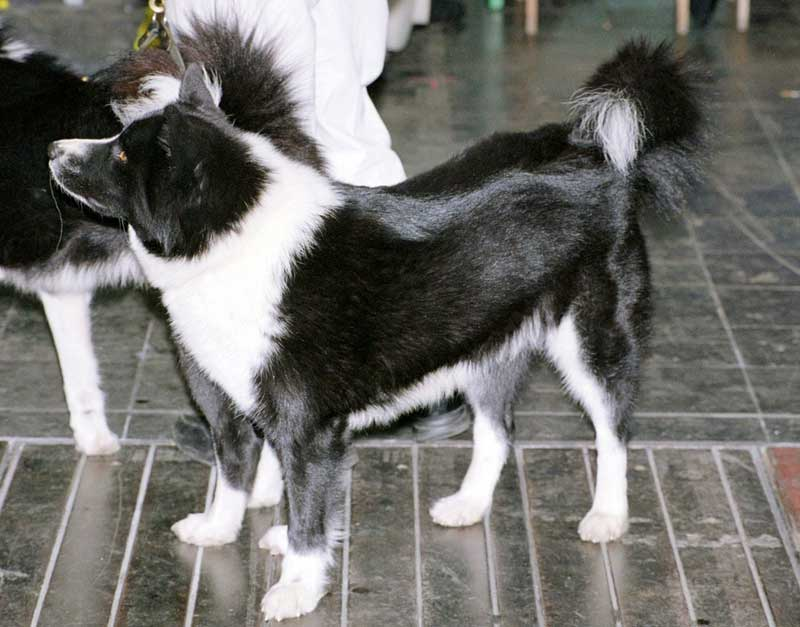
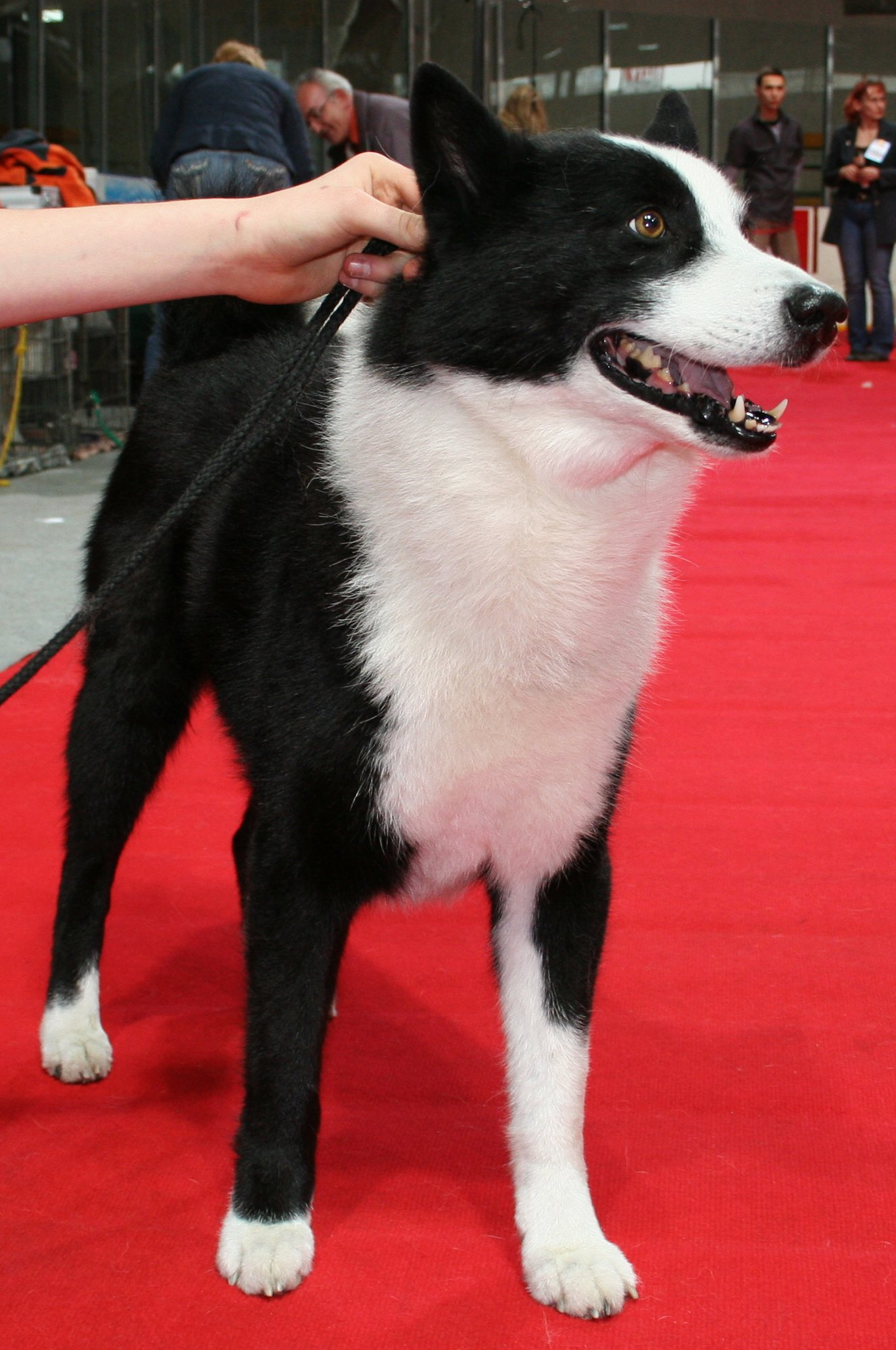
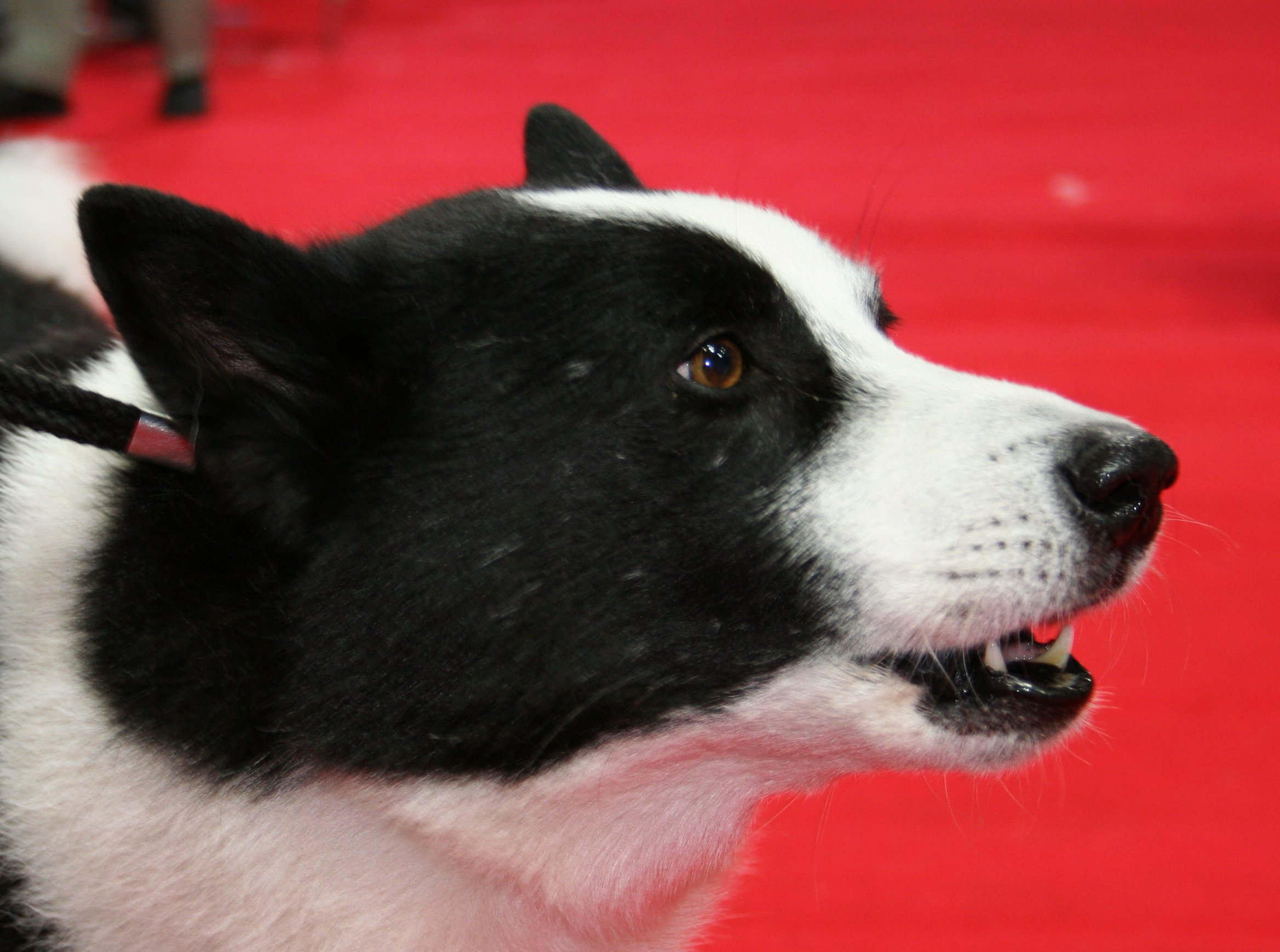
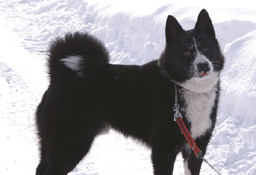
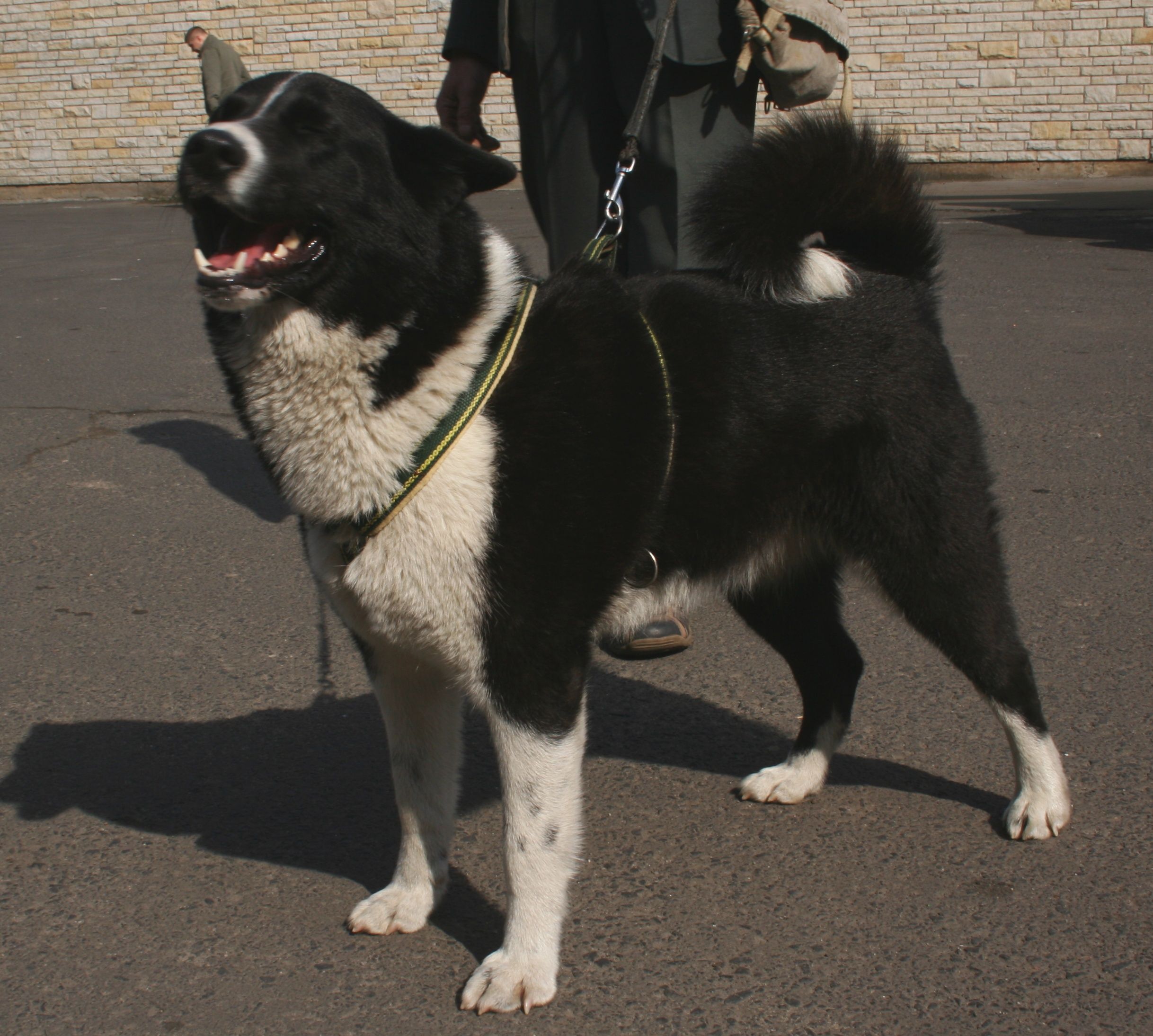
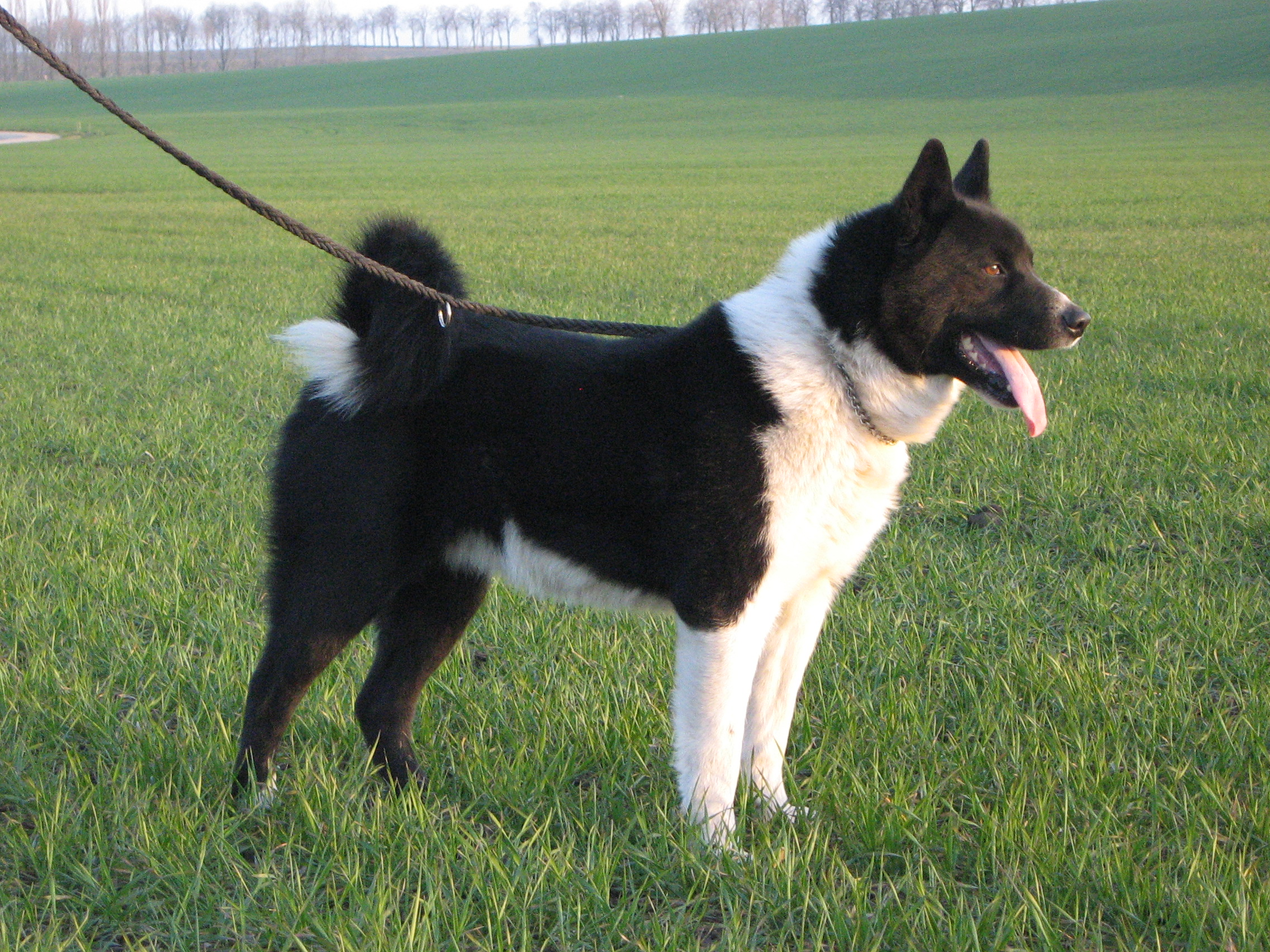

## Jelleme
Természete bátor és elszánt. 